# ويليام تريليس
ويليام تريليس (1857-1945) (بالإنجليزية: William Trelease)‏ هو عالم نبات أمريكي.